# Bobby Capps
Bobby Capps (* 20. Jahrhundert) ist ein US-amerikanischer Southern-Rock-Sänger und Keyboarder und ist  in der Musikszene von Florida zu Hause. Er ist Mitglied der Southern-Rock-Band 38 Special, wo er seit 1991 spielt. Außerdem bildete er mit Ean Evans von Lynyrd Skynyrd das Duo EvansCapps, das 2005 das Album Last Time als digitale Version veröffentlichte. Es sollte die letzte Zusammenarbeit der beiden bleiben, den kurz nach der Fertigstellung einer überarbeiteten CD-Version, die über Rock Ridge erscheinen sollte, erlag Ean Evans seinem Krebsleiden.
Chris Henderson von 3 Doors Down und Bobby Capps haben ein gemeinsames Studio, das "Rivergate Studio" in Hendersonville, TN. Zusammen mit 3 Doors Down veröffentlichte Bobby Capps 2019 den Song In the Blink of an Eye für die Nascar-Dokumentation Blink of an Eye von Paul Taublieb.

## Diskografie
Mit 38 Special
- 1997: Resolution
- 1999: Live at Sturgis
- 2001: A Wild-Eyed Christmas Night
- 2004: Drivetrain
- 2007: Live
- 2010: Live from Texas

Mit Evanscapps
- 2005: Last Time

Sonstiges
- 2007: Rock-N-Roll Machine von Big Engine (Keyboard)
- 2007: My Kind of Country von Van Zant (Keyboard)
- 2007: Dust von Benjy Davis Project (Produktion)
- 2009: Beautifully Strange von Halfdown Thomas (Keyboards, Gesang)
- 2010: Lost Souls Like Us von Benjy Davis Project (Produktion)
- 2010: 1000 Miles Away von Willie Stradlin (Produktion)
- 2013: Jammin’ with Friends von Bret Michaels
- 2015: True Grit von Bret Michaels
- 2016: Red, White & Blue (Live) von Van Zant